# Bataille de Xincheng
 (avril 2025).
Expéditions nordiques de Zhuge Liang
Batailles
Bataille de Xincheng - Révolte de Tianshui - Bataille de Jieting - Siège de Chencang - Bataille de Jianwei - Bataille du mont Qi - Bataille des plaines de Wuzhang
La bataille de Xincheng eut lieu pendant la période des Trois Royaumes, entre fin 227 et début 228, au royaume du Wei. Plus qu'une bataille, c'est en réalité une révolte organisée par Meng Da, un ancien général du royaume du Shu passé au Wei, qui gérait le district de Xincheng, dans la province de Jing.
La révolte fut réprimée en moins d'un mois par le général Sima Yi, qui captura et fit exécuter Meng Da.

## Meng Da avant la révolte
En 220, Meng Da, un général du Shu, trahit ses maîtres au profit de Cao Pi ; devenu depuis peu « roi du Wei », à la suite de la mort de son père, Cao Cao. Meng Da ne quitte pas le Shu seul, mais avec ses subordonnés et leurs familles, ce qui représente un total d'à peu près 4 000 personnes. Cao Pi fut ravi de ce ralliement et accueillit chaleureusement Meng. Cao Pi fit de Meng Da l'administrateur (太守) du district de Xincheng (新城) situé à la frontière sud-ouest du Wei.
Avec le temps, plusieurs personnes de haut rang comprirent que Meng Da n'était pas fiable et que l'on ne devait pas lui confier des responsabilités trop importantes. Le général Sima Yi, en poste à Wan  et responsable des affaires militaires des provinces de Jing et Yu, mit lui aussi Cao Pi en garde. Il lui disait de ne pas mettre trop d'espoirs en Meng Da, mais Cao ne l'écoutait pas.
Meng Da reçut de nombreuses faveurs de la part de Cao Pi, et fut aussi un ami proche de Huan Jie et Xiahou Shang, deux officiels de haut rang du Wei. Cependant, la situation change avec les morts de Huan et Xiahou, et surtout après celle de Cao Pi en 226. Meng Da commença alors à se sentir seul et isolé, après autant de temps passé aux frontières du pays. Depuis qu'il était en poste à Xichen, Meng Da avait réussi à s'attirer l'amitié du Royaume du Wu et avait établi de nombreux systèmes de défenses, afin de prévenir toute invasion du Royaume du Shu. Zhuge Liang, le premier ministre du Shu, détestait Meng Da à cause de son caractère capricieux, et s'inquiétait de la menace potentielle qu'il représentait pour le Shu.

## La révolte
Il existe deux versions différente au sujet de ce qui a motivé la révolte de Meng Da, suivant que l'on se fie au Weilue ou au Livre des Jins (Jin Shu). Les deux livres présentent des raisons voisines, mais avec des différences notables.
Dans le Weilue, il est écrit que Zhuge Liang avait prévu de provoquer la défection de Meng Da au profit du Shu, dès qu'il avait entendu parler du sentiment de solitude de Meng à Xincheng. Zhuge Liang écrivit de nombreuses lettres à Meng Da, lettres auquel ce dernier répondit. Shen Yi (申儀), l'administrateur du district de Weixing , avait des contentieux avec Meng Da. Apprenant l'existence de la correspondance entre Zhuge et Meng, il transmet secrètement cette information à la cour du Wei ; mais le nouvel empereur Cao Rui refusa de le croire. Sima Yi, qui était en poste à Wan à ce moment-là, envoya son conseiller Liang Ji (梁幾) pour enquêter et ensuite se rendre le plus vite possible à Luoyang, la capitale du Wei. Meng Da devint rapidement suspicieux et, craignant pour sa vie, se rebella.
Le contenu du Jin Shu confirme que Meng Da ne s'entendait pas avec Shen Yi. La différence étant que c'est en s'appuyant sur cette mésentente que Zhuge Liang prévoyait de forcer Meng Da à rejoindre les rangs du Shu. Il donna l'ordre à Guo Mo (郭模) de faire semblant de se rendre au Wei et de divulguer à Shen Yi les plans de Meng Da et sa correspondance. Quand Meng apprit que ses plans avaient été découverts, il organisa immédiatement sa rébellion.

S'ils divergent sur les causes, le Weilue et le Jin Shu s'accordent sur la manière dont se déroule la révolte. Sima Yi, qui était toujours à Wan, craignait que Meng Da se révolte trop vite et ne lui laisse pas le temps d'intervenir. Sima décida d'écrire une lettre à Meng, afin de le rassurer et de ralentir ses préparatifs. Voici le contenu :    

« Général, vous vous êtes séparé d'avec Liu Bei et vous vous êtes donné tout entier à notre royaume. En retour, nous vous avons confié cette grande responsabilité, ce devoir, qu'est la garde de la frontière et nous vous avons confié la tâche de contrer toute invasion venant du Shu. C'est une preuve sans équivoque que nous croyons en vous. Les hommes du Shu sont des imbéciles qui vous haïssent profondément depuis que vous n’êtes pas allé au secours de Guan Yu. Kongming veut vous voir revenir au Shu uniquement parce qu'il n'a pas d'autre choix possible pour s'emparer de la ville que vous défendez. Ce que Guo Mo a dit à Shen Yi est grave. Pourquoi Zhuge Liang lui a-t-il donné l'ordre de révéler si facilement ce que vous complotiez ? Il n'est pas difficile de comprendre pourquoi il a tenté un coup aussi risqué. »

Meng Da fut ravi de recevoir cette lettre de Sima Yi et commença à se demander s'il devait se révolter ou non. Pendant ce temps, Sima Yi faisait avancer en secret ses forces de Wan vers Xincheng. Les subordonnés de Sima Yi lui avaient suggéré d'attendre et d'observer ce que Meng Da allait faire avant de mettre l'armée en mouvement, mais Sima leur répliqua que "(Meng) Da n'est pas quelqu'un en qui on peut avoir confiance. Maintenant qu'il hésite, nous devons en profiter pour le capturer." La marche de l'armée de Sima Yi fut si rapide que les troupes arrivèrent à Xincheng en huit jours.
Les royaumes du Shu et du Wu envoyèrent également des troupes pour aider Meng Da. Ces renforts arrivèrent respectivement au pont de An (安橋) à Xicheng (西城) et au fort de Mulan (木闌塞), où Sima Yi avait détaché une partie de ses troupes pour les affronter.
Avant la bataille, Meng Da avait écrit à Zhuge Liang: "Wan est à 800 li de Luoyang, alors que je suis à 1 200 li de Luoyang. Quand il (Sima Yi) apprendra que je prépare une rébellion, il en informera l'empereur(Cao Rui). Cela prendra à peu près un mois à Sima Yi pour envoyer une lettre à Luoyang et recevoir une réponse. À l'heure actuelle, ma ville est fortifiée et mon armée est prête. Comme je suis dans une position avantageuse, Sima Yi n’osera pas m'attaquer. Dès que vous serez là, je n'aurai plus rien à craindre."
Cependant, quand l'armée de Sima Yi arriva huit jours plus tard, Meng Da écrivit une nouvelle lettre à Zhuge Liang : "J'ai préparé une rébellion, et en huit jours l'armée (de Sima Yi) a rejoint ma ville. De quel dieu lui vient cette rapidité?" Meng Da était à Shangyong (上庸), une ville de Xincheng qui était entourée d'eau sur trois côtés. Pour profiter de cet avantage, Meng fit construire des barrières en bois pour se défendre. L'armée de Sima Yi passa au travers des zones inondées, détruisit les barrières et arriva devant les murs de Shangyong. Sima Yi divisa alors son armée pour attaquer Meng Da depuis huit directions. Pour abréger le siège, il incita Deng Xian (鄧賢), le neveu de Meng Da, et Li Fu (李輔), un des subordonnés de Meng, à se rendre. Cette tactique fut payante, car au bout de 16 jours de siège, ils ouvrirent les portes de Shangyong aux troupes du Wei. Meng Da fut capturé, exécuté et sa tête fut envoyée à Luoyang,,.

## Conséquences
Sima Yi et ses troupes firent plus de 10 000 prisonniers de guerre, puis retournèrent à Wan.
Shen Yi (申儀) était en poste à Weixing depuis longtemps et se comportait de manière arrogante. Il possédait plusieurs sceaux officiels et les distribuait sans en avoir l'autorisation. En apprenant ce qu'il était advenu de Meng Da, il devint craintif. De nombreux officiels de la région rencontrèrent Sima Yi pour le féliciter de sa victoire et lui offrir des cadeaux, mais pas Shen Yi. Constatant cette absence, Sima Yi envoya un messager à Shen Yi pour le faire réagir. Ce dernier vint finalement voir Sima, qui l’interrogea sur ses distributions sans autorisation de sceaux officiels, avant de le relâcher.
Sima Yi fit également déplacer les 7 000 familles des territoires de Meng Da vers la province de You, au nord de la Chine. Les généraux Yao Jing (姚靜) et Zheng Ta (鄭他) du Shu, ainsi que quelques autres, se rendirent et firent soumission au Wei avec leurs 7 000 soldats.
Enfin, Sima Yi se rendit à Luoyang, la capitale, pour rencontrer l'empereur Cao Rui, qui lui demanda conseil sur la meilleure manière d’empêcher les invasions venant du Wu; avant de lui donner l'ordre de retourner en garnison à Wan.

## La révolte dans les œuvres de fiction
La révolte est mentionnée dans le chapitre 94 du roman historique Les Trois Royaumes, avec le rajout de certains éléments fictifs pour rajouter des effets dramatiques.

### Dans le roman des trois royaumes
Meng Da invite Shen Yi (申儀), l'administrateur de Jincheng (金城), et Shen Dan (申耽), l'administrateur de Shangyong (上庸), à le rejoindre dans sa rébellion. Shen Yi et Shen Dan font semblant de le suivre, tout en se mettant secrètement d'accord pour aider l'armée du Wei, quand elle viendra mater la révolte. Ils mentent à Meng Da pour lui faire croire que les préparatifs sont insuffisants et ce dernier les croit.
Liang Ji (梁畿), le messager de Sima Yi, arrive à Xincheng et ment à Meng Da en lui disant que Sima dirige son armée vers Chang'an pour contrer une invasion du Shu. Meng Da est ravi par la nouvelle et fait un bon accueil à Liang, avant de le laisser repartir. Il donne ensuite l'ordre à Shen Yi et Shen Dan de se rebeller dans les jours à venir. Au même moment, on lui signale qu'une armée arrive devant les portes de la ville. Meng Da se précipite vers les murailles de la ville et voit une armée commandée par Xu Huang, général du Wei, vétéran de nombreuses campagnes. Xu Huang demande à Meng Da de se rendre, mais pour toute réponse Meng tire une flèche qui touche Xu au front. Les archers de Meng Da lâchent alors une pluie de flèches sur les hommes de Xu Huang, les forçant à battre en retraite. Xu Huang meurt à 59 ans des suites de sa blessure, son corps est ensuite placé dans un cercueil et envoyé à Luoyang pour y être inhumé.
Peu après, l'armée de Sima Yi arrive à Xincheng et encercle complètement la ville. Quelques jours plus tard, Meng Da voit arriver les armées de Shen Yi et Shen Dan pense qu'ils viennent à son secours. Il ouvre les portes de la ville et dirige un assaut contre les troupes de Sima Yi. C'est alors qu'il entend Shen Yi et Shen Dan lui crier : « Ne tentez pas de vous échapper, rebelle ! Acceptez de mourir immédiatement ! ». Se voyant en danger, Meng Da tente de se replier dans la ville, mais Li Fu (李輔) et Deng Xian (鄧賢), deux de ses subordonnés, le trahissent et refusent de le laisser rentrer. Shen Dan s'approche d'un Meng Da épuisé et le tue, provoquant la reddition de ses hommes.
Sima Yi entre dans Xincheng et rétablit la paix et l'ordre dans la ville. Il signale sa victoire à Cao Rui, l'empereur du Wei. Ce dernier demande alors à Sima d'envoyer la tête de Meng Da à Luoyang. Shen Yi et Shen Dan sont promus et reçoivent l'ordre d'accompagner Sima Yi pour faire face à l'invasion du Shu, pendant que Li Fu et Deng Xian commandent la garde de Xincheng et Shangyong.

### Les différences entre le roman et la réalité historique
Historiquement, Shen Yi (申儀) et Shen Dan (申耽) ne furent pas impliqués dans la révolte, de même qu'il n'y a aucune preuve de la présence de Xu Huang au sein de l'armée de Sima Yi. Le Sanguozhi donne peu de détails sur sa mort, expliquant juste que son décès a lieu durant l’ère Taihe (227–233) pendant le règne de Cao Rui.